# Colonia Prosperidad
Colonia Prosperidad é um município da província de Córdova, na Argentina.